# Al-Shams
Les Al-Shams (bengali : আল শামস) étaient une aile paramilitaire anti-Bangladesh de plusieurs partis islamistes du Pakistan oriental, composée de Bengalis et de Muhajirs locaux qui, avec l'armée pakistanaise et Al-Badr, sont accusés d'avoir mené une campagne de massacres contre les nationalistes, les civils, les minorités religieuses et les ethniques bengalis en 1971. Le groupe a été interdit par le gouvernement indépendant du Bangladesh, mais la plupart de ses membres avaient fui le pays pendant et après la guerre indo-pakistanaise de 1971, qui a conduit à l'indépendance du Bangladesh.

## Dénomination et inspirations
Al-Shams est un mot arabe qui signifie « Le Soleil ». Al Shams et Al-Badr étaient des groupes armés bengali et bihari locaux formés par l'armée pakistanaise, recrutés pour la plupart dans l'aile étudiante du Jamaat-e-Islami pour combattre et résister au Mukti Bahini.

## Contexte
Le 25 mars 1971, après l'opération Searchlight, les dirigeants exilés de ce qui est aujourd'hui le Bangladesh ont déclaré leur indépendance du Pakistan et la lutte armée contre l'armée pakistanaise a commencé. Cette lutte a été menée par des éléments de Mukti Bahini avec le ferme soutien de l'Inde. Comme la plupart des habitants locaux soutenaient Mukti Bahini et que ceux qui ne l'étaient pas ont été tués par Mukti Bahini, l'armée pakistanaise, composée en grande partie d'éléments du Pendjab, s'est retrouvée, elle et sa cause assez éloignée des populations locales.
Pour faire face à cette situation, l'armée pakistanaise a accepté l'aide des partis fondamentalistes islamiques, dont le Jamaat-e-Islami, proclamant le Djihad contre les Indiens, pour rechercher l'unité entre la population des deux ailes du Pakistan, au nom de la religion. Elle décrivait le nationalisme bengali comme une conspiration indo-sioniste. Le Parti du peuple pakistanais (PPP) a joué un rôle actif dans la formation d'Al-Shams. Il a également recruté parmi la population bihari de langue ourdou du Pakistan oriental. Ce djihad était entre l'armée pakistanaise et les forces de libération et leurs partisans (Indiens et Mukti Bahini). Pour recruter la population locale dans la lutte contre le mouvement indépendantiste, deux organisations sœurs, Al Badr (qui signifie littéralement la lune, mais qui fait également référence à la célèbre bataille de Badr) et Al Shams, ont été créées.

## Activités
L'organisation était soutenue par l'aile locale de Jamaat-e-Islam du Pakistan qui a déclaré le djihad. L'organisation a travaillé en tant que guides locaux pour l'armée pakistanaise en soutenant les troupes en fournissant la logistique et l'information. Il a arrêté des suspects et les a emmenés dans des centres d'interrogatoire qui ont eu recours à la torture. Il a procédé à des pillages, des viols et des violences contre la population civile.
Selon des témoins devant le Tribunal pénal international, le Al Shams était sous le commandement de Fazlul Quader Chowdhury (en) et dirigé sur le terrain par son fils Salauddin Quader Chowdhury (en) à Chittagong,. Les autres membres importants étaient l'ancien député Syed Wahidul Alam (en) du Parti nationaliste bangladais et Saifuddin Quader Chowdhury, le jeune frère de Salauddin Quader Chowdhury,. Ils patrouillaient en jeep les quartiers de Satkania, Rauzan, Boalkhali, Patia et Rangunia. Ils mettaient le feu aux maisons hindoues et arrêtaient tous ceux qu'ils soupçonnaient de soutenir le Mukti Bahini,. Les suspects ont été emmenés à la résidence de Salauddin Quader Chowdhury, Goods Hill, qui avait été convertie en cellule de torture, où ils ont été torturés et tués. Leurs corps ont été jetés dans le Borgang,.
Le 12 décembre, les Al Shams et les dirigeants d'Al Badr ont préparé conjointement le plan directeur pour tuer les intellectuels. Les dirigeants d'Al Shams et d'Al Badar ont rencontré le général de division Rao Farman Ali et finalisé le plan directeur.

## Abolition
La capitulation générale du 16 décembre 1971 marque le point culminant de toute la résistance armée du côté pakistanais et les deux organisations ont cessé d'exister.